# 미국의 연방 대법원 대법관
미국의 연방 대법관(영어: Associate Justice of the Supreme Court of the United States)은 미국의 연방 대법원장과 함께 미국 연방 대법원을 이루는 배석 판사다. 연방 대법관 수는 여덟 명이다.
미국의 대통령은 미국의 헌법 제2조 제2항 제2절에 따라 미국 상원의 조언과 동의에 따라 연방 대법관을 지명할 전권을 갖는다. 헌법 제3조 제1항에 따라 연방 대법관은 종신직이며 사망하거나, 은퇴하거나, 사임하거나, 탄핵을 받지 않는 이상 자리를 유지한다.
연방 대법원의 판사는 각 사건에서 1표씩 행사한다. 대법원장의 표도 다른 판사의 1표와 같다. 대법원장이 다수의 의견과 뜻을 함께 할 때에는 대법원장이 의견 집필자를 결정하고, 그렇지 않은 경우에는 다수 의견 측에서 최선임자가 집필자를 결정한다. 대법원장은 대법원에서 최고 행정 책임자이며, 2019년 기준으로 다른 대법관들이 1년에 258,900 달러를 받는 데 비해 대법원장은 270,700 달러를 받는다.
연방 대법관은 임명 순서에 따라서 연공서열이 있으며 대법원장은 항상 최선임자에 해당한다. 만약 연방 대법관 두 명이 동시에 임명되면 나이가 더 많은 사람이 선임자가 된다. 현재 연방 대법관 가운데 최선임자는 클래런스 토머스다. 연방 대법관들이 합의 과정에서 의견을 나타낼 때에는 전통에 따라 연공서열대로 나타낸다. 미국 법전 제28편에 따라 최선임자는 연방 대법원장이 직무를 수행할 수 없거나 연방 대법원장 자리가 비어있을 경우 연방 대법원장의 임무를 수행한다.
대법관은 '미스터 저스티스(Mr. Justice)'라고 불렀으나 샌드라 데이 오코너가 최초의 여성 연방 대법관으로 임명되기 전인 1980년부터 '저스티스(Justice)'로 부른다.

## 현직 연방 대법관 목록
연공서열에 따른 현직 연방 대법관 목록은 다음과 같다.

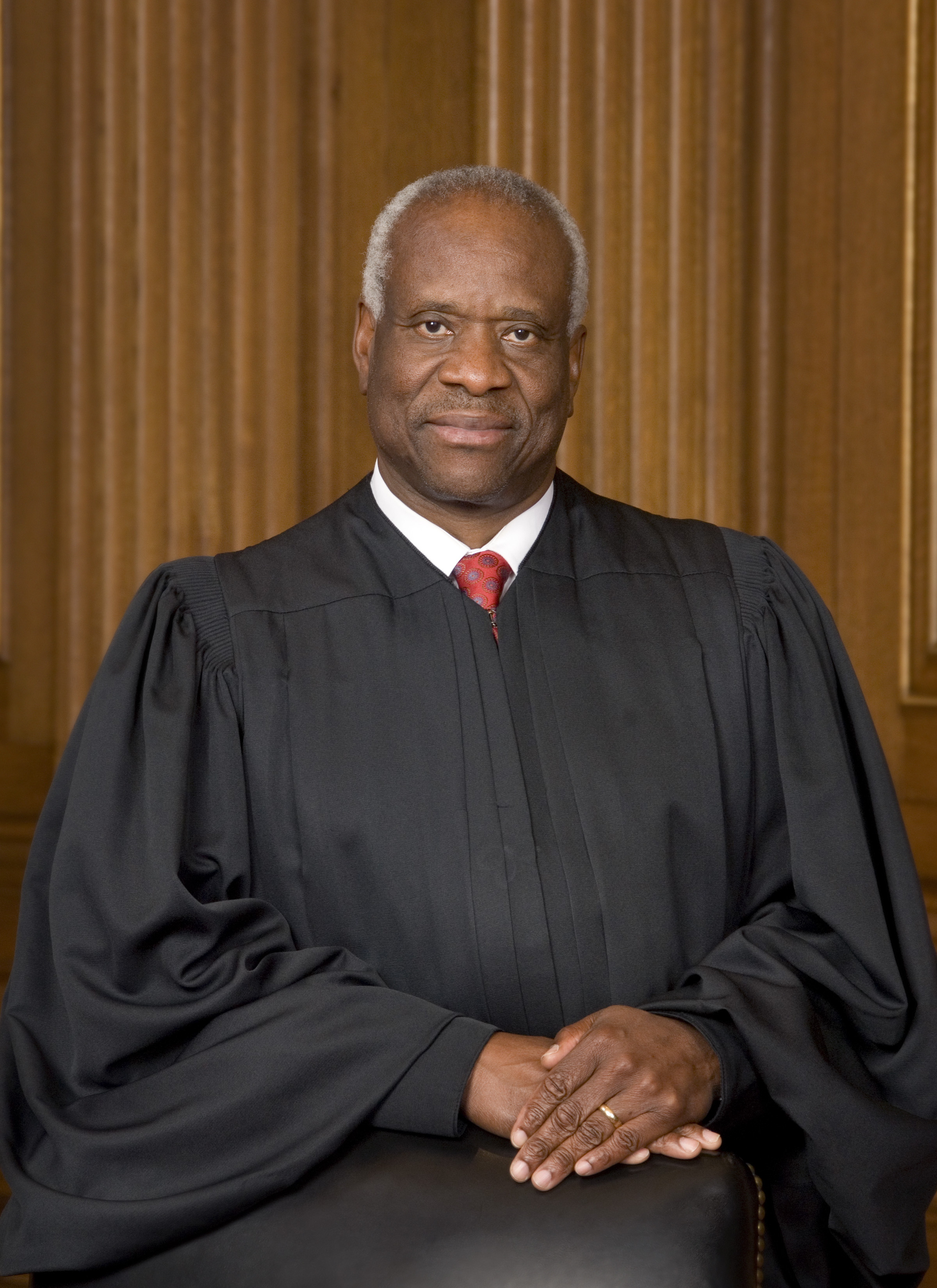
클래런스 토머스, 1991년 10월 23일 취임
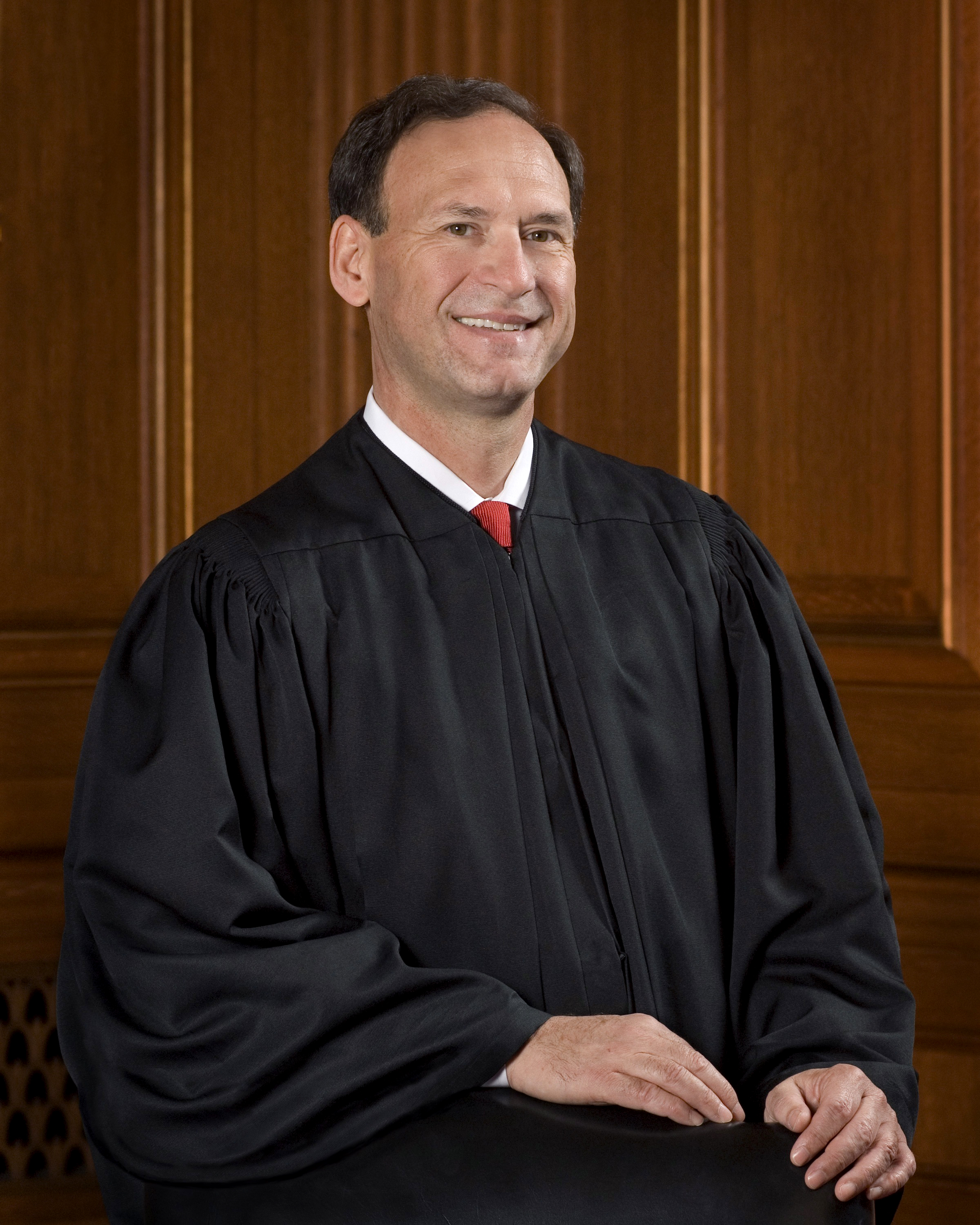
새뮤얼 알리토, 2006년 1월 31일 취임
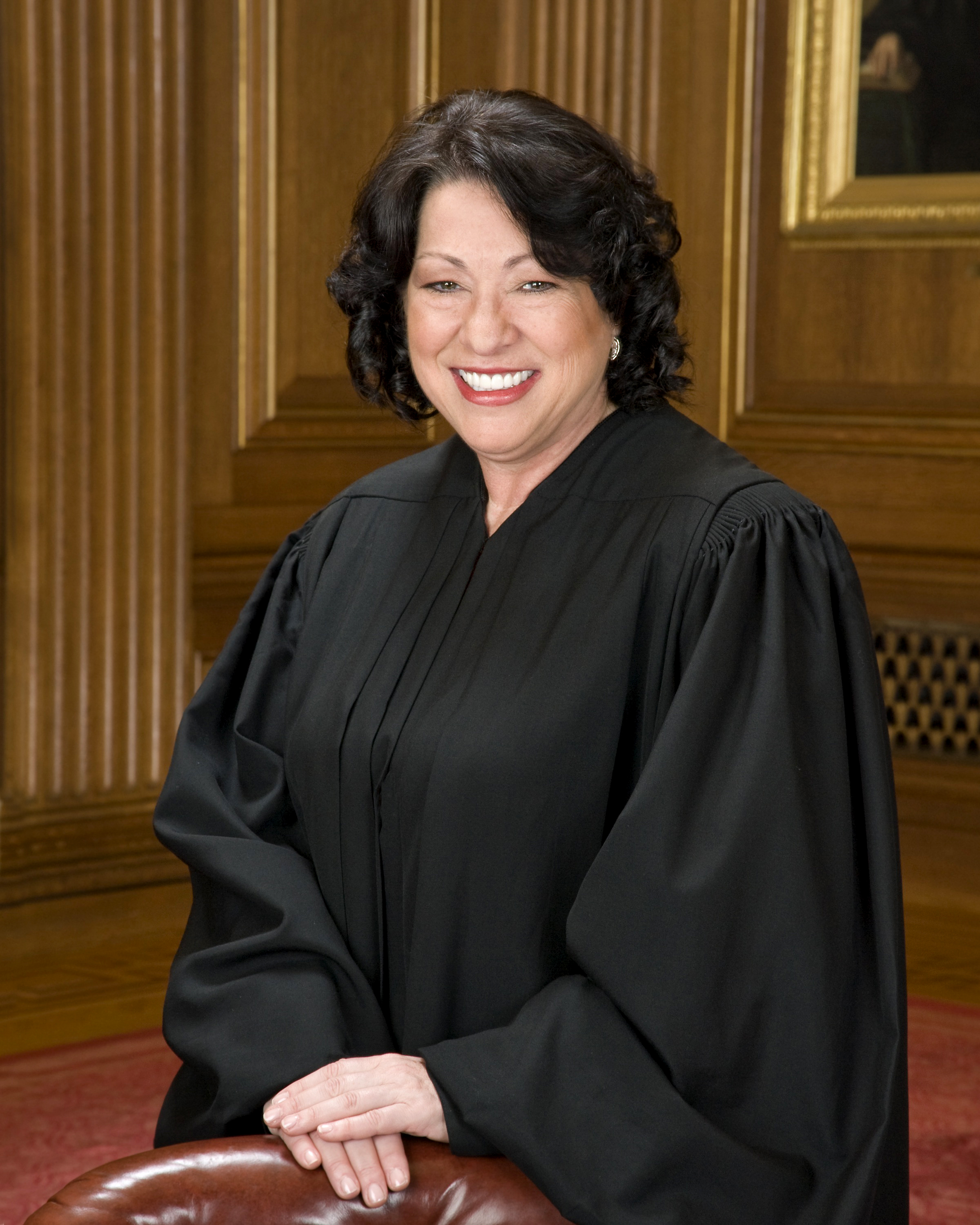
소니아 소토마요르, 2009년 8월 8일 취임
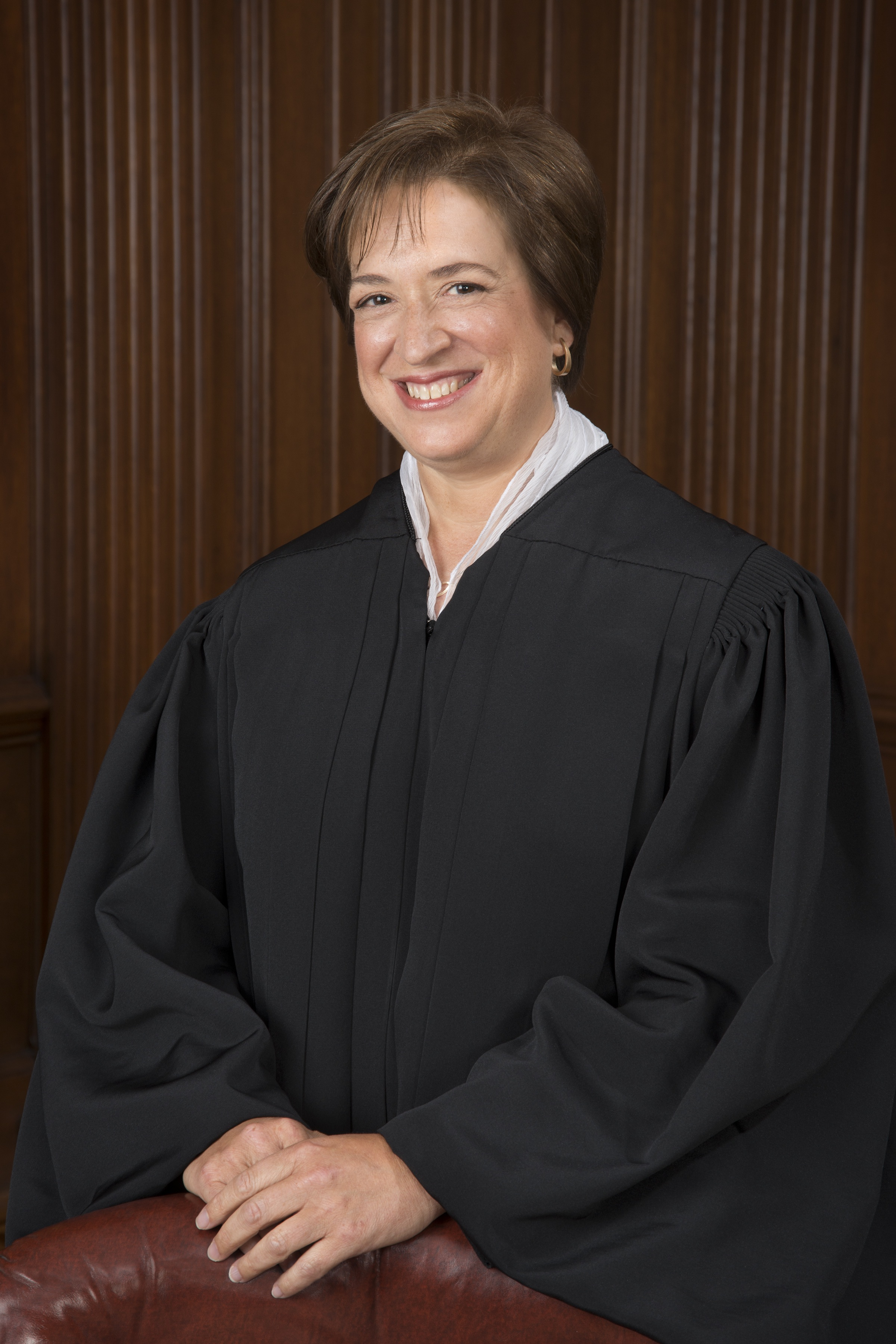
엘레나 케이건, 2010년 8월 7일 취임
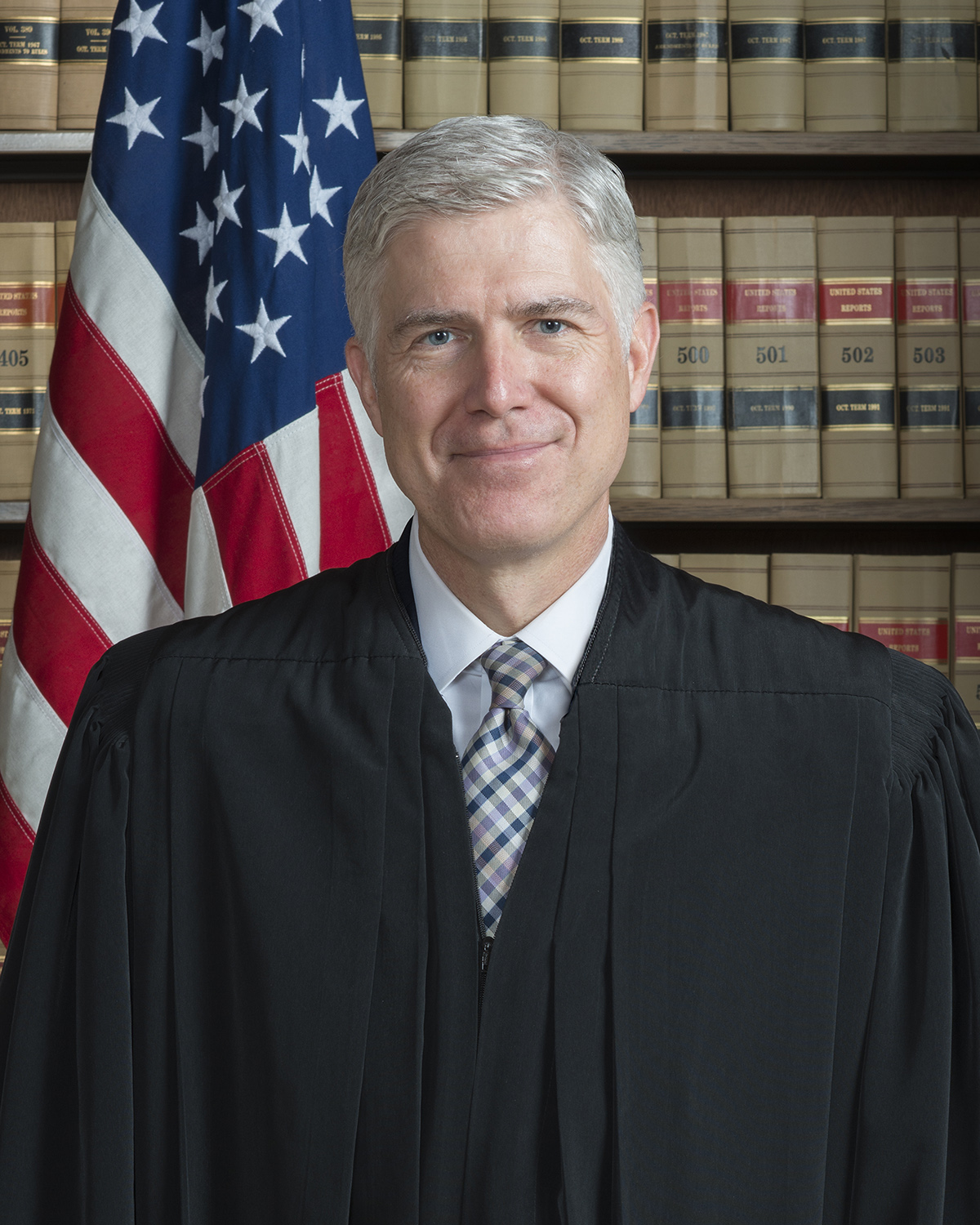
닐 고서치, 2017년 4월 10일 취임
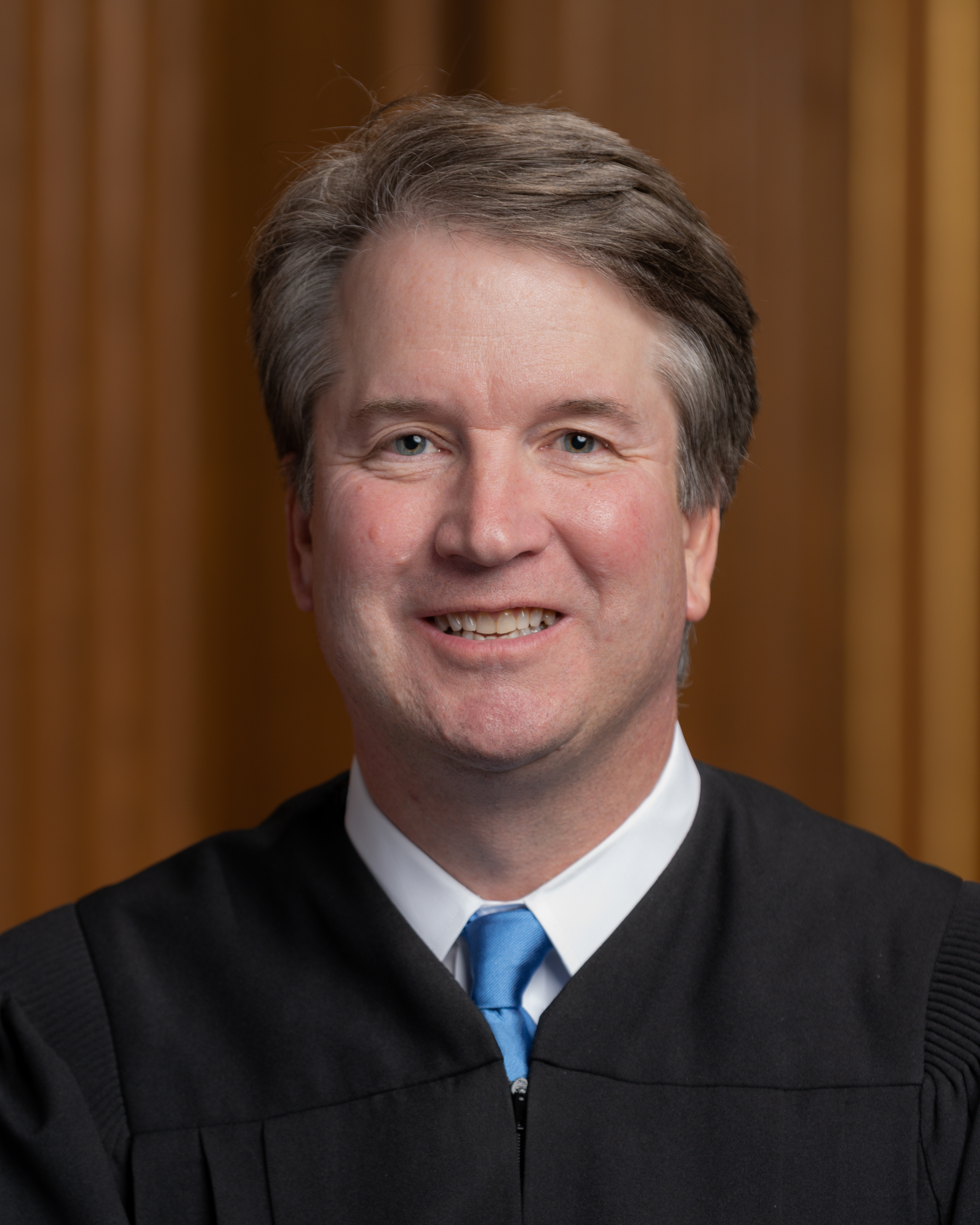
브렛 캐버노, 2018년 10월 6일 취임
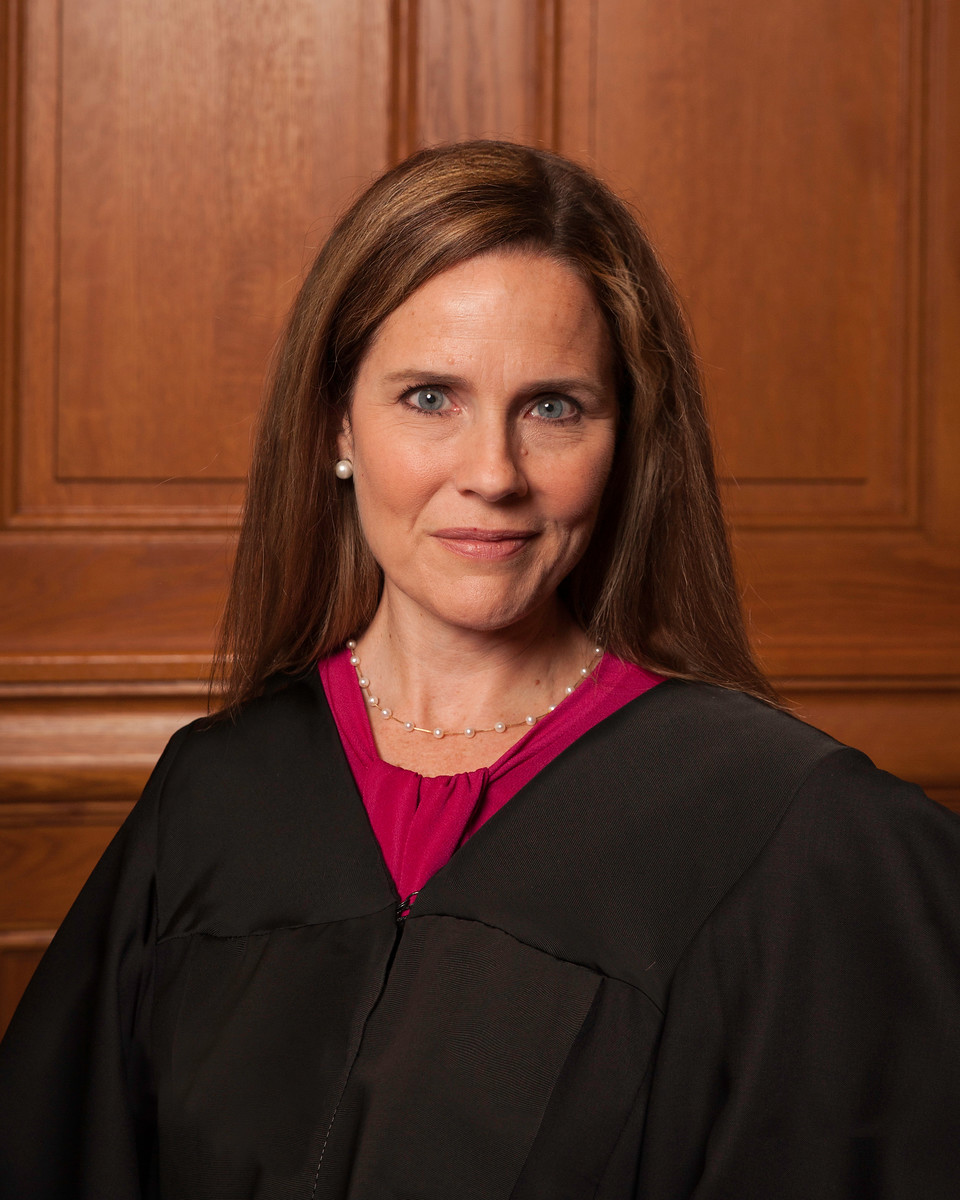
에이미 코니 배럿, 2020년 10월 27일 취임
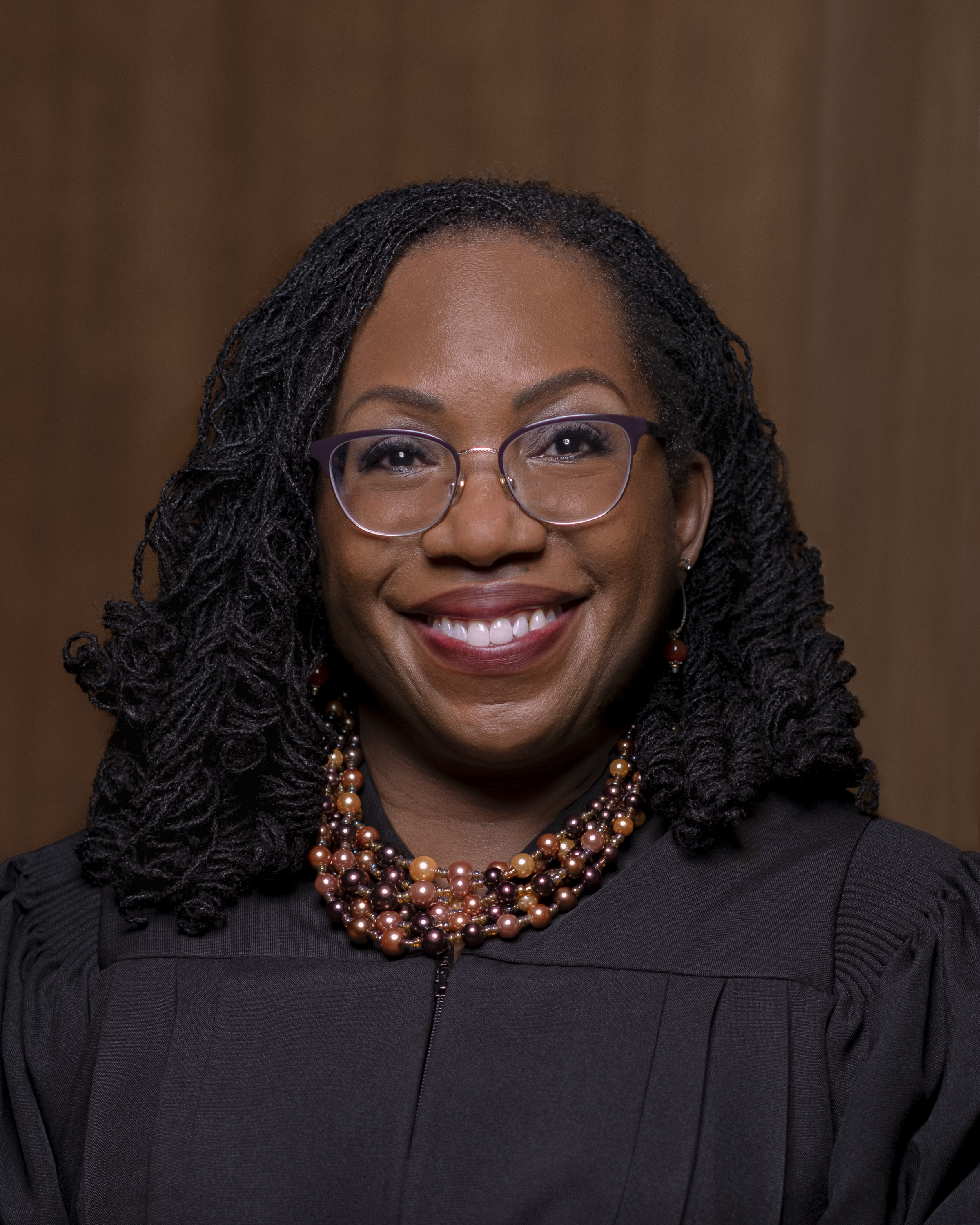
커탄지 브라운 잭슨, 2022년 6월 30일 취임

## 은퇴한 대법관
연방 대법관은 미국 법전 제28편에서 규정한 나이와 재직 연수 규정에 따라 사임하는 대신 은퇴할 수 있다. 연방 대법관은 은퇴한 뒤에도 연방 대법관 호칭을 유지하며 연방 대법원에 집무실을 계속 둘 수 있고 재판연구원을 임명할 수 있다. 연방 대법원 판결물 합본에는 현직 연방 대법관의 이름과 함께 은퇴한 연방 대법관의 이름도 적는다. 은퇴한 연방 대법관은 연방 대법원의 결정 과정에 참여할 수 없다. 윌리엄 O. 더글러스가 은퇴하고 관례보다 더 많은 역할을 하려고 했을 때 당시 연방 대법원장 워런 E. 버거가 이를 막았고, 다른 연방 대법관들도 반대의 뜻을 내비쳤다.
현재 은퇴한 연방 대법관으로는 세 명이 있다. 데이비드 수터는 2009년 6월 29일, 앤서니 케네디 2018년 7월 31일, 스티븐 브라이어 2022년 6월 30일에 은퇴했다.

## 역대 연방 대법관 목록
정당
  무소속
  연방주의자당
  민주공화당
  민주당
  휘그당
  공화당
| 순서 | 연방 대법관 | 연방 대법관                         | 전임                                | 취임 확정일                 | 임기                                               | 임명자                                                  | 임명자                                             | 전직                                               |
| ---- | ----------- | ----------------------------------- | ----------------------------------- | --------------------------- | -------------------------------------------------- | ------------------------------------------------------- | -------------------------------------------------- | -------------------------------------------------- |
| 1    |             | 존 러틀리지                         | (신설)                              | 1789년 9월 26일 (환호)      | 1790년 2월 15일 - 1791년 3월 4일 (사임)            |                                                         | 조지 워싱턴                                        | 제31대 사우스캐롤라이나주의 주지사 (1779년-1782년) |
| 2    |             | 윌리엄 쿠싱                         | (신설)                              | 1789년 9월 26일 (환호)      | 1790년 2월 2일 - 1810년 9월 13일 (사망)            | 매사추세츠주 고등법원 법원장 (1777년-1789년)            | 조지 워싱턴                                        |                                                    |
| 3    |             | 제임스 윌슨                         | (신설)                              | 1789년 9월 26일 (환호)      | 1789년 10월 5일 - 1798년 8월 21일 (사망)           | 필라델피아 제헌회의 대표 (1787년)                       | 조지 워싱턴                                        |                                                    |
| 4    |             | 존 블레어 주니어                    | (신설)                              | 1789년 9월 26일 (환호)      | 1790년 2월 2일 - 1795년 10월 25일 (사임)           | 버지니아 식민지 하원 의원 (1766년-1770년)               | 조지 워싱턴                                        |                                                    |
| 5    |             | 제임스 아이어델                     | (신설)                              | 1790년 2월 10일 (환호)      | 1790년 5월 12일 - 1799년 10월 20일 (사망)          | 제2대 노스캐롤라이나주의 검찰총장 (1779년-1782년)       | 조지 워싱턴                                        |                                                    |
| 6    |             | 토머스 존슨                         | 존 러틀리지                         | 1791년 11월 7일 (환호)      | 1792년 8월 6일 - 1793년 1월 16일 (사임)            | 제1대 메릴랜드주의 주지사 (1777년-1779년)               | 조지 워싱턴                                        |                                                    |
| 7    |             | 윌리엄 패터슨                       | 토머스 존슨                         | 1793년 3월 4일 (환호)       | 1793년 3월 11일 - 1806년 9월 8일 (사망)            | 제2대 뉴저지주의 주지사 (1790년-1793년)                 | 조지 워싱턴                                        |                                                    |
| 8    |             | 새뮤얼 체이스                       | 존 블레어                           | 1796년 1월 27일 (환호)      | 1796년 2월 4일 - 1811년 6월 19일 (사망)            | 메릴랜드주 일반법원 법원장 (1791년-1796년)              | 조지 워싱턴                                        |                                                    |
| 9    |             | 부시로드 워싱턴                     | 제임스 윌슨                         | 1798년 12월 20일 (환호)     | 1798년 11월 9일 - 1829년 11월 26일 (사망)          |                                                         | 존 애덤스                                          | 버지니아 비준 회의 대표 (1788년)                   |
| 10   |             | 앨프리드 무어                       | 제임스 아이어델                     | 1799년 12월 9일 (환호)      | 1800년 4월 21일 - 1804년 1월 26일 (사임)           | 제3대 노스캐롤라이나주의 검찰총장 (1782년-1791년)       | 존 애덤스                                          |                                                    |
| 11   |             | 윌리엄 존슨                         | 앨프리드 무어                       | 1804년 3월 24일 (환호)      | 1804년 5월 7일 - 1834년 8월 4일 (사망)             |                                                         | 토머스 제퍼슨                                      | 사우스캐롤라이나주 하원 의장 (1798년-1800년)       |
| 12   |             | 헨리 브록홀스트 리빙스턴            | 윌리엄 패터슨                       | 1806년 12월 17일 (환호)     | 1807년 1월 20일 - 1823년 3월 18일 (사망)           | 뉴욕주 대법원 법원장 (1802년-1807년)                    | 토머스 제퍼슨                                      |                                                    |
| 13   |             | 토머스 토드                         | (신설)                              | 1807년 3월 2일 (환호)       | 1807년 3월 4일 - 1826년 2월 7일 (사망)             | 켄터키주 항소법원 법원장 (1806년-1807년)                | 토머스 제퍼슨                                      |                                                    |
| 14   |             | 게이브리얼 듀벌                     | 새뮤얼 체이스                       | 1811년 11월 18일 (환호)     | 1811년 11월 23일 - 1835년 1월 12일 (사임)          | 제임스 매디슨                                           | 미국 하원 의원(메릴랜드주) (1794년-1796년)         |                                                    |
| 15   |             | 조지프 스토리                       | 윌리엄 쿠싱                         | 1811년 11월 18일 (환호)     | 1812년 2월 3일 - 1845년 9월 10일 (사망)            | 제임스 매디슨                                           | 미국 하원 의원(매사추세츠주) (1808년-1809년)       |                                                    |
| 16   |             | 스미스 톰슨                         | 헨리 브록홀스트 리빙스턴            | 1823년 12월 9일 (환호)      | 1823년 9월 1일 - 1843년 12월 18일 (사망)           | 제임스 먼로                                             | 제6대 미국의 해군부 장관 (1819년-1823년)           |                                                    |
| 17   |             | 로버트 트림블                       | 토머스 토드                         | 1826년 5월 9일 (25 대 5)    | 1826년 6월 16일 - 1828년 8월 25일 (사망)           | 존 퀸시 애덤스                                          | 미국 켄터키 지방법원 판사 (1817년-1826년)          |                                                    |
| 18   |             | 존 매클레인                         | 로버트 트림블                       | 1829년 3월 7일 (환호)       | 1830년 1월 11일 - 1861년 4월 4일 (사망)            |                                                         | 앤드루 잭슨                                        | 제6대 미국의 우정청장 (1823년-1829년)              |
| 19   |             | 헨리 볼드윈                         | 부시로드 워싱턴                     | 1830년 1월 6일 (41 대 2)    | 1830년 1월 18일 - 1844년 4월 21일 (사망)           | 미국 하원 의원(펜실베이니아주) (1817년-1822년)          | 앤드루 잭슨                                        |                                                    |
| 20   |             | 제임스 무어 웨인                    | 윌리엄 존슨                         | 1835년 1월 9일 (환호)       | 1835년 1월 14일 - 1867년 7월 5일 (사망)            | 미국 하원 의원(조지아주) (1817년-1822년)                | 앤드루 잭슨                                        |                                                    |
| 21   |             | 필립 펜들턴 바버                    | 게이브리얼 듀벌                     | 1836년 3월 15일 (30 대 11)  | 1836년 5월 12일 - 1841년 2월 25일 (사망)           | 미국 버지니아 동부 지방법원 판사 (1830년-1836년)        | 앤드루 잭슨                                        |                                                    |
| 22   |             | 존 케이트런                         | (신설)                              | 1837년 3월 8일 (28 대 15)   | 1837년 5월 1일 - 1865년 5월 30일 (사망)            | 테네시주 대법원 판사 (1824년-1834년)                    | 앤드루 잭슨                                        |                                                    |
| 23   |             | 존 매킨리                           | (신설)                              | 1837년 9월 25일 (환호)      | 1838년 1월 9일 - 1852년 7월 19일 (사망)            | 마틴 밴 뷰런                                            | 미국 상원 의원(앨라배마주) (1826년-1831년, 1837년) |                                                    |
| 24   |             | 피터 비비언 대니얼                  | 필립 펜들턴 바버                    | 1841년 3월 2일 (25 대 5)    | 1842년 1월 10일 - 1860년 5월 31일 (사망)           | 마틴 밴 뷰런                                            | 미국 버지니아 동부 지방법원 판사 (1836년-1841년)   |                                                    |
| 25   |             | 새뮤얼 넬슨                         | 스미스 톰슨                         | 1845년 2월 14일 (환호)      | 1845년 2월 27일 - 1872년 11월 28일 (은퇴)          |                                                         | 존 타일러                                          | 뉴욕주 대법원 법원장 (1831년-1845년)               |
| 26   |             | 리바이 우드버리                     | 조지프 스토리                       | 1846년 1월 31일 (환호)      | 1845년 9월 23일 - 1851년 9월 4일 (사망)            |                                                         | 제임스 K. 포크                                     | 제13대 미국의 재무부 장관 (1834년-1841년)          |
| 27   |             | 로버트 쿠퍼 그리어                  | 헨리 볼드윈                         | 1846년 8월 4일 (환호)       | 1846년 8월 10일 - 1870년 1월 31일 (은퇴)           | 펜실베이니아주 앨러게니군 지방법원 판사 (1833년-1846년) | 제임스 K. 포크                                     |                                                    |
| 28   |             | 벤저민 로빈스 커티스                | 리바이 우드버리                     | 1851년 12월 20일 (환호)     | 1851년 10월 10일 - 1857년 9월 30일 (사임)          |                                                         | 밀러드 필모어                                      | 매사추세츠주 하원 의원                             |
| 29   |             | 존 아치볼드 캠벨                    | 존 매킨리                           | 1853년 3월 22일 (환호)      | 1853년 4월 11일 - 1861년 4월 30일 (사임)           |                                                         | 프랭클린 피어스                                    | 앨라배마주 하원 의원                               |
| 30   |             | 네이선 클리퍼드                     | 벤저민 로빈스 커티스                | 1858년 1월 12일 (26 대 23)  | 1858년 1월 21일 - 1881년 7월 25일 (사망)           | 제임스 뷰캐넌                                           | 제19대 미국의 법무부 장관 (1846년-1848년)          |                                                    |
| 31   |             | 노아 헤인스 스웨인                  | 존 매클레인                         | 1862년 1월 24일 (38 대 1)   | 1862년 1월 27일 - 1881년 1월 24일 (은퇴)           |                                                         | 에이브러햄 링컨                                    | 미국 오하이오 지방 검사 (1830년-1834년)            |
| 32   |             | 새뮤얼 프리먼 밀러                  | 피터 비비언 대니얼                  | 1862년 7월 16일 (환호)      | 1862년 7월 21일 - 1890년 10월 13일 (사망)          | 변호사                                                  | 에이브러햄 링컨                                    |                                                    |
| 33   |             | 데이비드 데이비스                   | 존 아치볼드 캠벨                    | 1862년 12월 8일 (환호)      | 1862년 12월 10일 - 1877년 3월 3일 (사임)           | 일리노이주 제3순회 법원 판사 (1848년-1862년)            | 에이브러햄 링컨                                    |                                                    |
| 34   |             | 스티븐 존슨 필드                    | (신설)                              | 1863년 3월 10일 (환호)      | 1863년 5월 20일 - 1897년 12월 1일 (은퇴)           | 캘리포니아주 대법원 법원장 (1859년-1863년)              | 에이브러햄 링컨                                    |                                                    |
| 35   |             | 윌리엄 스트롱                       | 로버트 쿠퍼 그리어                  | 1870년 2월 18일 (환호)      | 1870년 3월 14일 - 1880년 12월 14일 (은퇴)          | 율리시스 S. 그랜트                                      | 미국 하원 의원(펜실베이니아주) (1847년-1851년)     |                                                    |
| 36   |             | 조지프 P. 브래들리                  | (신설)                              | 1870년 3월 21일 (46 대 9)   | 1870년 3월 23일 - 1892년 1월 22일 (사망)           | 율리시스 S. 그랜트                                      | 변호사                                             |                                                    |
| 37   |             | 워드 헌트                           | 새뮤얼 넬슨                         | 1872년 12월 11일 (환호)     | 1873년 1월 9일 - 1882년 1월 27일 (은퇴)            | 율리시스 S. 그랜트                                      | 뉴욕주 항소법원 판사 (1868년-1872년)               |                                                    |
| 38   |             | 존 마셜 할런                        | 데이비드 데이비스                   | 1877년 12월 10일 (환호)     | 1877년 11월 29일 - 1911년 10월 14일 (사망)         | 러더퍼드 B. 헤이스                                      | 켄터키주의 검찰총장 (1863년-1867년)                |                                                    |
| 39   |             | 윌리엄 버넘 우즈                    | 윌리엄 스트롱                       | 1880년 12월 21일 (39 대 8)  | 1881년 1월 5일 - 1887년 5월 14일 (사망)            | 러더퍼드 B. 헤이스                                      | 미국 제5순회 항소법원 판사 (1869년-1880년)         |                                                    |
| 40   |             | 스탠리 매슈스                       | 노아 헤인스 스웨인                  | 1881년 5월 12일 (24 대 23)  | 1881년 5월 17일 - 1889년 3월 22일 (사망)           | 제임스 A. 가필드                                        | 미국 상원 의원(오하이오주) (1877년-1879년)         |                                                    |
| 41   |             | 호러스 그레이                       | 네이선 클리퍼드                     | 1881년 12월 20일 (51 대 5)  | 1882년 1월 9일 - 1902년 9월 15일 (사망)            | 체스터 A. 아서                                          | 매사추세츠주 대법원 법원장 (1873년-1881년)         |                                                    |
| 42   |             | 새뮤얼 블래치퍼드                   | 워드 헌트                           | 1882년 3월 22일 (환호)      | 1882년 4월 3일 - 1893년 7월 7일 (사망)             | 체스터 A. 아서                                          | 미국 제2순회 항소법원 판사 (1878년-1882년)         |                                                    |
| 43   |             | 루시어스 퀸터스 신시내터스 라마 2세 | 윌리엄 버넘 우즈                    | 1888년 1월 16일 (32 대 28)  | 1888년 1월 18일 - 1893년 1월 23일 (사망)           |                                                         | 그로버 클리블랜드                                  | 제16대 미국의 내무부 장관 (1885년-1888년)          |
| 44   |             | 데이비드 조사이어 브루어            | 스탠리 매슈스                       | 1889년 12월 18일 (53 대 11) | 1890년 1월 6일 - 1910년 3월 28일 (사망)            |                                                         | 벤저민 해리슨                                      | 미국 제8순회 항소법원 판사 (1884년-1889년)         |
| 45   |             | 헨리 빌링스 브라운                  | 새뮤얼 프리먼 밀러                  | 1890년 12월 29일 (환호)     | 1891년 1월 5일 - 1906년 5월 28일 (은퇴)            | 미국 미시간 동부 지방법원 판사 (1875년-1890년)          | 벤저민 해리슨                                      |                                                    |
| 46   |             | 조지 시러스 주니어                  | 조지프 P. 브래들리                  | 1892년 7월 26일 (환호)      | 1892년 10월 10일 - 1903년 2월 23일 (은퇴)          | 변호사                                                  | 벤저민 해리슨                                      |                                                    |
| 47   |             | 하월 에드먼즈 잭슨                  | 루시어스 퀸터스 신시내터스 라마 2세 | 1893년 2월 18일 (환호)      | 1893년 3월 4일 - 1895년 8월 8일 (사망)             | 미국 제6순회 항소법원 판사 (1891년-1893년)              | 벤저민 해리슨                                      |                                                    |
| 48   |             | 에드워드 더글러스 화이트            | 새뮤얼 블래치퍼드                   | 1894년 2월 19일 (환호)      | 1894년 3월 12일 - 1910년 12월 18일 (대법원장 역임) |                                                         | 그로버 클리블랜드                                  | 미국 상원 의원(루이지애나주) (1891년-1894년)       |
| 49   |             | 루퍼스 W. 페컴                      | 하월 에드먼즈 잭슨                  | 1895년 12월 9일 (환호)      | 1896년 1월 6일 - 1909년 10월 24일 (사망)           | 뉴욕주 항소법원 판사                                    | 그로버 클리블랜드                                  |                                                    |
| 50   |             | 조지프 매케나                       | 스티븐 존슨 필드                    | 1898년 1월 21일 (환호)      | 1898년 1월 26일 - 1925년 1월 5일 (은퇴)            |                                                         | 윌리엄 매킨리                                      | 제42대 미국의 법무부 장관 (1897년-1898년)          |
| 51   |             | 올리버 웬들 홈스 주니어             | 호러스 그레이                       | 1902년 12월 4일 (환호)      | 1902년 12월 8일 - 1932년 1월 12일 (은퇴)           | 시어도어 루스벨트                                       | 매사추세츠주 대법원 법원장 (1899년-1902년)         |                                                    |
| 52   |             | 윌리엄 R. 데이                      | 조지 시러스 주니어                  | 1903년 2월 23일 (환호)      | 1903년 3월 2일 - 1922년 11월 13일 (은퇴)           | 시어도어 루스벨트                                       | 미국 제6순회 항소법원 판사 (1899년-1903년)         |                                                    |
| 53   |             | 윌리엄 헨리 무디                    | 헨리 빌링스 브라운                  | 1906년 12월 12일 (환호)     | 1906년 12월 17일 - 1910년 11월 20일 (은퇴)         | 시어도어 루스벨트                                       | 제45대 미국의 법무부 장관 (1904년-1906년)          |                                                    |
| 54   |             | 호러스 하먼 러턴                    | 루퍼스 W. 페컴                      | 1909년 12월 20일 (환호)     | 1910년 1월 3일 - 1914년 7월 12일 (사망)            | 윌리엄 하워드 태프트                                    | 미국 제6순회 항소법원 판사 (1893년-1909년)         |                                                    |
| 55   |             | 찰스 에번스 휴스                    | 데이비드 조사이어 브루어            | 1910년 5월 2일 (환호)       | 1910년 10월 10일 - 1916년 6월 10일 (사임)          | 윌리엄 하워드 태프트                                    | 제36대 뉴욕주 주지사 (1907년-1910년)               |                                                    |
| 56   |             | 윌리스 밴 디밴터                    | 에드워드 더글러스 화이트            | 1910년 12월 15일 (환호)     | 1911년 1월 3일 - 1937년 6월 2일 (사임)             | 윌리엄 하워드 태프트                                    | 미국 제8순회 항소법원 판사 (1903년-1910년)         |                                                    |
| 57   |             | 조지프 러커 라마                    | 윌리엄 헨리 무디                    | 1910년 12월 15일 (환호)     | 1911년 1월 3일 - 1916년 1월 2일 (사망)             | 윌리엄 하워드 태프트                                    | 조지아주 대법원 판사 (1901년-1905년)               |                                                    |
| 58   |             | 말런 피트니                         | 존 마셜 할런                        | 1912년 3월 13일 (50 대 26)  | 1912년 3월 18일 - 1922년 12월 31일 (사임)          | 윌리엄 하워드 태프트                                    | 미국 하원 의원(뉴저지주) (1895년-1899년)           |                                                    |
| 59   |             | 제임스 클라크 맥레이놀즈            | 호러스 하먼 러턴                    | 1914년 8월 29일 (44 대 6)   | 1914년 10월 12일 - 1941년 1월 31일 (은퇴)          |                                                         | 우드로 윌슨                                        | 제48대 미국의 법무부 장관 (1913년-1914년)          |
| 60   |             | 루이스 브랜다이스                   | 조지프 러커 라마                    | 1916년 6월 1일 (47 대 22)   | 1916년 6월 5일 - 1939년 2월 13일 (은퇴)            | 변호사                                                  | 우드로 윌슨                                        |                                                    |
| 61   |             | 존 헤신 클라크                      | 찰스 에번스 휴스                    | 1916년 7월 24일 (환호)      | 1916년 10월 9일 - 1922년 9월 5일 (은퇴)            | 미국 오하이오 북부 지방법원 판사 (1914년-1916년)        | 우드로 윌슨                                        |                                                    |
| 62   |             | 조지 서덜랜드                       | 존 헤신 클라크                      | 1922년 9월 5일 (환호)       | 1922년 10월 2일 - 1938년 1월 17일 (은퇴)           |                                                         | 워런 G. 하딩                                       | 미국 상원 의원(유타주) (1905년-1917년)             |
| 63   |             | 피어스 버틀러                       | 윌리엄 R. 데이                      | 1922년 12월 21일 (61 대 8)  | 1923년 1월 2일 - 1939년 11월 16일 (사망)           | 미네소타주 변호사 협회 회장                             | 워런 G. 하딩                                       |                                                    |
| 64   |             | 에드워드 테리 샌퍼드                | 말런 피트니                         | 1923년 1월 29일 (환호)      | 1923년 2월 19일 - 1930년 3월 8일 (사망)            | 미국 테네시 중부 지방법원 판사 (1908년-1923년)          | 워런 G. 하딩                                       |                                                    |
| 65   |             | 할런 F. 스톤                        | 조지프 매케나                       | 1925년 2월 5일 (71 대 6)    | 1925년 3월 2일 - 1941년 7월 3일 (대법원장 역임)    | 캘빈 쿨리지                                             | 제52대 미국의 법무부 장관 (1924년-1925년)          |                                                    |
| 66   |             | 오언 로버츠                         | 에드워드 테리 샌퍼드                | 1930년 5월 20일 (환호)      | 1930년 6월 2일 - 1945년 7월 31일 (사임)            | 허버트 후버                                             | 필라델피아 검찰차장                                |                                                    |
| 67   |             | 벤자민 N. 카도조                    | 올리버 웬들 홈스 주니어             | 1932년 2월 24일 (환호)      | 1932년 3월 14일 - 1938년 7월 9일 (사망)            | 허버트 후버                                             | 뉴욕주 항소법원 법원장 (1927년-1932년)             |                                                    |
| 68   |             | 휴고 블랙                           | 윌리스 밴 디밴터                    | 1937년 8월 17일 (63 대 16)  | 1937년 8월 19일 - 1971년 9월 17일 (은퇴)           |                                                         | 프랭클린 D. 루스벨트                               | 미국 상원 의원(앨라배마주) (1927년-1937년)         |
| 69   |             | 스탠리 포먼 리드                    | 조지 서덜랜드                       | 1938년 1월 25일 (환호)      | 1938년 1월 31일 - 1957년 2월 25일 (은퇴)           | 제22대 미국의 법무부 차관 (1935년-1938년)               | 프랭클린 D. 루스벨트                               |                                                    |
| 70   |             | 펠릭스 프랭크퍼터                   | 벤자민 N. 카도조                    | 1939년 1월 17일 (환호)      | 1939년 1월 30일 - 1962년 8월 28일 (은퇴)           | 하버드 법학대학원 원장                                  | 프랭클린 D. 루스벨트                               |                                                    |
| 71   |             | 윌리엄 O. 더글러스                  | 루이스 브랜다이스                   | 1939년 4월 4일 (62 대 4)    | 1939년 4월 17일 - 1975년 11월 12일 (은퇴)          | 제3대 미국 증권거래위원회 위원장 (1937년-1939년)        | 프랭클린 D. 루스벨트                               |                                                    |
| 72   |             | 프랭크 머피                         | 피어스 버틀러                       | 1940년 1월 16일 (환호)      | 1940년 2월 5일 - 1949년 7월 19일 (사망)            | 제56대 미국의 법무부 장관 (1939년-1940년)               | 프랭클린 D. 루스벨트                               |                                                    |
| 73   |             | 제임스 F. 번스                      | 제임스 클라크 맥레이놀즈            | 1941년 6월 12일 (환호)      | 1941년 7월 8일 - 1942년 10월 3일 (사임)            | 미국 상원 의원(사우스캐롤라이나주) (1931년-1941년)      | 프랭클린 D. 루스벨트                               |                                                    |
| 74   |             | 로버트 H. 잭슨                      | 할런 F. 스톤                        | 1941년 7월 7일 (환호)       | 1941년 7월 11일 - 1954년 10월 9일 (사망)           | 제57대 미국의 법무부 장관 (1940년-1941년)               | 프랭클린 D. 루스벨트                               |                                                    |
| 75   |             | 와일리 블런트 러틀리지              | 제임스 F. 번스                      | 1943년 2월 8일 (환호)       | 1943년 2월 15일 - 1949년 9월 10일 (사망)           | 미국 컬럼비아구 순회 항소법원 판사 (1939년-1943년)      | 프랭클린 D. 루스벨트                               |                                                    |
| 76   |             | 해럴드 히츠 버턴                    | 오언 로버츠                         | 1945년 9월 19일 (환호)      | 1945년 10월 1일 - 1958년 10월 13일 (은퇴)          | 해리 S. 트루먼                                          | 미국 상원 의원(오하이오주) (1941년-1945년)         |                                                    |
| 77   |             | 톰 C. 클라크                        | 프랭크 머피                         | 1949년 8월 18일 (73 대 8)   | 1949년 8월 24일 - 1967년 6월 12일 (은퇴)           | 해리 S. 트루먼                                          | 제59대 미국의 법무부 장관 (1945년-1949년)          |                                                    |
| 78   |             | 셔먼 민턴                           | 와일리 블런트 러틀리지              | 1949년 10월 12일 (48 대 16) | 1949년 10월 12일 - 1956년 10월 15일 (은퇴)         | 해리 S. 트루먼                                          | 미국 제7순회 항소법원 판사 (1941년-1949년)         |                                                    |
| 79   |             | 존 마셜 할런 2세                    | 로버트 H. 잭슨                      | 1955년 3월 16일 (71 대 11)  | 1955년 3월 28일 - 1971년 9월 23일 (은퇴)           |                                                         | 드와이트 D. 아이젠하워                             | 미국 제2순회 항소법원 판사 (1954년-1955년)         |
| 80   |             | 윌리엄 J. 브레넌 주니어             | 셔먼 민턴                           | 1957년 3월 19일 (환호)      | 1956년 10월 15일 - 1990년 7월 20일 (은퇴)          | 뉴저지주 대법원 판사 (1951년-1956년)                    | 드와이트 D. 아이젠하워                             |                                                    |
| 81   |             | 찰스 에번스 휘태커                  | 스탠리 포먼 리드                    | 1957년 3월 19일 (환호)      | 1957년 3월 25일 - 1962년 3월 31일 (사임)           | 미국 제8순회 항소법원 판사 (1956년-1957년)              | 드와이트 D. 아이젠하워                             |                                                    |
| 82   |             | 포터 스튜어트                       | 해럴드 히츠 버턴                    | 1959년 5월 5일 (70 대 17)   | 1958년 10월 14일 - 1981년 7월 3일 (은퇴)           | 미국 제6순회 항소법원 판사 (1954년-1958년)              | 드와이트 D. 아이젠하워                             |                                                    |
| 83   |             | 바이런 화이트                       | 찰스 에번스 휘태커                  | 1962년 4월 11일 (환호)      | 1962년 4월 16일 - 1993년 6월 28일 (은퇴)           |                                                         | 존 F. 케네디                                       | 제4대 미국의 법무부 부장관 (1961년-1962년)         |
| 84   |             | 아서 골드버그                       | 펠릭스 프랭크퍼터                   | 1962년 9월 25일 (환호)      | 1962년 10월 1일 - 1965년 7월 26일 (사임)           | 제9대 미국의 노동부 장관 (1961년-1962년)                | 존 F. 케네디                                       |                                                    |
| 85   |             | 에이브 포터스                       | 아서 골드버그                       | 1965년 8월 11일 (환호)      | 1965년 10월 4일 - 1969년 5월 14일 (사임)           | 린든 B. 존슨                                            | 변호사                                             |                                                    |
| 86   |             | 서굿 마셜                           | 톰 C. 클라크                        | 1967년 8월 30일 (69 대 11)  | 1967년 10월 2일 - 1991년 10월 1일 (은퇴)           | 린든 B. 존슨                                            | 제32대 미국의 법무부 차관 (1965년-1967년)          |                                                    |
| 87   |             | 해리 블랙먼                         | 에이브 포터스                       | 1970년 5월 12일 (94 대 0)   | 1970년 6월 9일 - 1994년 8월 3일 (은퇴)             |                                                         | 리처드 닉슨                                        | 미국 제8순회 항소법원 판사 (1959년-1970년)         |
| 88   |             | 루이스 F. 파월 주니어               | 휴고 블랙                           | 1971년 12월 6일 (89 대 1)   | 1972년 1월 7일 - 1987년 6월 26일 (은퇴)            | 미국 변호사 협회 회장 (1964년-1965년)                   | 리처드 닉슨                                        |                                                    |
| 89   |             | 윌리엄 렌퀴스트                     | 존 마셜 할런 2세                    | 1971년 12월 10일 (89 대 1)  | 1972년 1월 7일 - 1986년 9월 26일 (대법원장 역임)   | 미국 법무부 법률자문실 실장 (1969년-1971년)             | 리처드 닉슨                                        |                                                    |
| 90   |             | 존 폴 스티븐스                      | 윌리엄 O. 더글러스                  | 1975년 12월 17일 (98 대 0)  | 1975년 12월 19일 - 2010년 6월 29일 (은퇴)          | 제럴드 포드                                             | 미국 제7순회 항소법원 판사 (1970년-1975년)         |                                                    |
| 91   |             | 샌드라 데이 오코너                  | 포터 스튜어트                       | 1981년 9월 21일 (99 대 0)   | 1981년 9월 25일 - 2006년 1월 31일 (은퇴)           | 로널드 레이건                                           | 애리조나주 항소법원 판사 (1979년-1981년)           |                                                    |
| 92   |             | 앤터닌 스컬리아                     | 윌리엄 렌퀴스트                     | 1986년 9월 17일 (98 대 0)   | 1986년 9월 26일 - 2016년 2월 13일 (사망)           | 로널드 레이건                                           | 미국 컬럼비아구 순회 항소법원 판사 (1982년-1986년) |                                                    |
| 93   |             | 앤서니 케네디                       | 루이스 F. 파월 주니어               | 1988년 2월 3일 (97 대 0)    | 1988년 2월 18일 - 2018년 7월 31일 (은퇴)           | 로널드 레이건                                           | 미국 제9순회 항소법원 판사 (1975년-1988년)         |                                                    |
| 94   |             | 데이비드 수터                       | 윌리엄 J. 브레넌 주니어             | 1990년 10월 2일 (90 대 9)   | 1990년 10월 9일 - 2009년 6월 29일 (은퇴)           | 조지 H. W. 부시                                         | 미국 제1순회 항소법원 판사 (1990년)                |                                                    |
| 95   |             | 클래런스 토머스                     | 서굿 마셜                           | 1991년 10월 15일 (52 대 48) | 1991년 10월 23일 - 현재                            | 조지 H. W. 부시                                         | 미국 컬럼비아구 순회 항소법원 판사 (1990년-1991년) |                                                    |
| 96   |             | 루스 베이더 긴즈버그                | 바이런 화이트                       | 1993년 8월 3일 (96 대 3)    | 1993년 8월 10일 - 2020년 9월 18일 (사망)           |                                                         | 빌 클린턴                                          | 미국 컬럼비아구 순회 항소법원 판사 (1990년-1994년) |
| 97   |             | 스티븐 브라이어                     | 해리 블랙먼                         | 1994년 7월 29일 (87 대 9)   | 1994년 8월 3일 - 2022년 6월 30일 (은퇴)            | 미국 제1순회 항소법원 판사 (1990년-1994년)              | 빌 클린턴                                          |                                                    |
| 98   |             | 새뮤얼 알리토                       | 샌드라 데이 오코너                  | 2006년 1월 31일 (58 대 42)  | 2006년 1월 31일 - 현재                             |                                                         | 조지 W. 부시                                       | 미국 제3순회 항소법원 판사 (1990년-2006년)         |
| 99   |             | 소니아 소토마요르                   | 데이비드 수터                       | 2009년 8월 6일 (68 대 31)   | 2009년 8월 8일 - 현재                              |                                                         | 버락 오바마                                        | 미국 제2순회 항소법원 판사 (1998년-2009년)         |
| 100  |             | 엘레나 케이건                       | 존 폴 스티븐스                      | 2010년 8월 5일 (63 대 37)   | 2010년 8월 7일 - 현재                              | 제45대 미국의 법무부 차관 (2009년-2010년)               | 버락 오바마                                        |                                                    |
| 101  |             | 닐 고서치                           | 앤터닌 스컬리아                     | 2017년 4월 7일 (54 대 45)   | 2017년 4월 10일 - 현재                             |                                                         | 도널드 트럼프                                      | 미국 제10순회 항소법원 판사 (2006년-2017년)        |
| 102  |             | 브렛 캐버노                         | 앤서니 케네디                       | 2018년 10월 6일 (50 대 48)  | 2018년 10월 6일 - 현재                             | 미국 컬럼비아구 순회 항소법원 판사 (2006년-2018년)      | 도널드 트럼프                                      |                                                    |
| 103  |             | 에이미 코니 배럿                    | 루스 베이더 긴즈버그                | 2020년 10월 26일 (52 대 48) | 2020년 10월 27일 - 현재                            | 미국 제7순회 항소법원 판사 (2017년-2020년)              | 도널드 트럼프                                      |                                                    |
| 104  |             | 커탄지 브라운 잭슨                  | 스티븐 브라이어                     | 2022년 4월 7일 (53 대 47)   | 2022년 6월 30일 – 현재                             |                                                         | 조 바이든                                          | 미국 컬럼비아구 순회 항소법원 판사 (2021–2022)     |